# Lázaro Álvarez
Lázaro Jorge Álvarez Estrada (28 de janeiro de 1991) é um pugilista cubano.

## Carreira
Conquistou inúmeras medalhas de ouro nos Jogos Pan-Americanos, no Campeonato Mundial de Boxe Amador e nos Jogos Centro-Americanos e do Caribe, competindo nas categorias de peso galo e peso leve.
Além disso, representou seu país em duas edições dos Jogos Olímpicos de Verão: em Londres 2012 e no Rio de Janeiro 2016. Em ambas ocasiões, conseguiu a terceira posição e, por conseguinte, a medalha de bronze.